# Liste der Kulturdenkmale in Hildrizhausen
In der Liste der Kulturdenkmale in Hildrizhausen sind Bau- und Kunstdenkmale der Gemeinde Hildrizhausen verzeichnet, die im „Verzeichnis der unbeweglichen Bau- und Kunstdenkmale und der zu prüfenden Objekte“ des Landesamts für Denkmalpflege Baden-Württemberg verzeichnet sind. Dieses Verzeichnis ist nicht öffentlich und kann nur bei „berechtigtem Interesse“ eingesehen werden. Die folgende Liste ist daher nicht vollständig und beruht auf anderweitig veröffentlichten Angaben.

## Liste
| Bild           | Bezeichnung                                                                            | Lage                                                            | Datierung              | Beschreibung | ID |
| -------------- | -------------------------------------------------------------------------------------- | --------------------------------------------------------------- | ---------------------- | --- | -- |
| Weitere Bilder | Backhaus, ehemaliges Waschhaus Backhausgasse 4                                         | Hildrizhausen, Backhausgasse 4 (Karte)                          | 1820er Jahre           | Erhaltenswertes Gebäude |    |
| Weitere Bilder | Einhaus Ehninger Straße 6                                                              | Hildrizhausen, Ehninger Straße 6 (Karte)                        | 1686                   | Geschützt nach § 28 DSchG |    |
|                | Hakengehöft mit Einhaus und Stallgebäude Ehninger Straße 13                            | Hildrizhausen, Ehninger Straße 13 (Karte)                       | 19. Jahrhundert        | Erhaltenswertes Gebäude |    |
| Weitere Bilder | Gestelztes Wohnstallhaus Ehninger Straße 14                                            | Hildrizhausen, Ehninger Straße 14 (Karte)                       | 19. Jahrhundert        | Erhaltenswertes Gebäude |    |
| Weitere Bilder | Wohnstallhaus und Brennhäuschen Ehninger Straße 15                                     | Hildrizhausen, Ehninger Straße 15 (Karte)                       | 1617                   | Geschützt nach § 28 DSchG |    |
| Weitere Bilder | Ehemaliges Waaghäusle Ehninger Straße 16                                               | Hildrizhausen, Ehninger Straße 16 (Karte)                       | 1899                   | Geschützt nach § 2 DSchG |    |
| Weitere Bilder | Ehemalige Dorfschmiede Ehninger Straße 17                                              | Hildrizhausen, Ehninger Straße 17 (Karte)                       | 1552                   | Geschützt nach § 28 DSchG |    |
| Weitere Bilder | Gestelztes Wohnhaus Ehninger Straße 18                                                 | Hildrizhausen, Ehninger Straße 18 (Karte)                       | 18. Jahrhundert        | Erhaltenswertes Gebäude |    |
| Weitere Bilder | Ehem. Revierförsterhaus mit Waschhaus und Hofmauer (Sachgesamtheit) Ehninger Straße 21 | Hildrizhausen, Ehninger Straße 21 (Karte)                       | 1726                   | Geschützt nach § 2 DSchG |    |
| Weitere Bilder | Einhaus Falkentorstraße 4                                                              | Hildrizhausen, Falkentorstraße 4 (Karte)                        | um 1750                | Geschützt nach § 2 DSchG |    |
| Weitere Bilder | Rathaus, ehemaliges Schulhaus Herrenberger Straße 13                                   | Hildrizhausen, Herrenberger Straße 13 (Karte)                   | 1950                   | Erhaltenswertes Gebäude |    |
| Weitere Bilder | Gasthaus „Krone“ Hölderlinstraße 6                                                     | Hildrizhausen, Hölderlinstraße 6 (Karte)                        | frühes 19. Jahrhundert | Erhaltenswertes Gebäude |    |
| Weitere Bilder | Ehem. Rathaus Hölderlinstraße 7                                                        | Hildrizhausen, Hölderlinstraße 7 (Karte)                        | 1472                   | Geschützt nach § 28 DSchG |    |
| Weitere Bilder | Evang. Pfarrkirche mit ummauertem Kirchhof (Sachgesamtheit) Hölderlinstraße 9          | Hildrizhausen, Hölderlinstraße 9 (Karte)                        | nach 1165              | Geschützt nach § 28 DSchG |    |
|                | Gestelztes Wohnhaus Hölderlinstraße 11                                                 | Hildrizhausen, Hölderlinstraße 11 (Karte)                       | 1862                   | Abgerissen |    |
| Weitere Bilder | Evang. Pfarrhaus mit ummauertem Pfarrgarten (Sachgesamtheit) Hölderlinstraße 12        | Hildrizhausen, Hölderlinstraße 12 (Karte)                       | 1606                   | Geschützt nach § 2 DSchG |    |
| Weitere Bilder | Gestelztes Wohnhaus Hölderlinstraße 14                                                 | Hildrizhausen, Hölderlinstraße 14 (Karte)                       | 1798                   | Geschützt nach § 2 DSchG |    |
| Weitere Bilder | Wohnhaus mit erhaltenswertem Farrenstall Hölderlinstraße 17                            | Hildrizhausen, Hölderlinstraße 17 (Karte)                       | Mitte 18. Jahrhundert  | Geschützt nach § 2 DSchG |    |
| Weitere Bilder | Einhaus Hölderlinstraße 26 und 28                                                      | Hildrizhausen, Hölderlinstraße 26 und 28 (Karte)                | 1548                   | Erhaltenswertes Gebäude |    |
| Weitere Bilder | Gestelztes Doppelwohnstallhaus Hölderlinstraße 29                                      | Hildrizhausen, Hölderlinstraße 29 (Karte)                       | 1625                   | Geschützt nach § 2 DSchG |    |
| Weitere Bilder | Wohnhaus Hölderlinstraße 30                                                            | Hildrizhausen, Hölderlinstraße 30 (Karte)                       | 18./19. Jahrhundert    | Erhaltenswertes Gebäude |    |
| Weitere Bilder | Wohnhaus Hölderlinstraße 36                                                            | Hildrizhausen, Hölderlinstraße 36 (Karte)                       | 1795                   | Erhaltenswertes Gebäude |    |
|                | Gestelztes Wohnstallhaus Hölderlinstraße 47                                            | Hildrizhausen, Hölderlinstraße 47 (Karte)                       | 17. Jahrhundert        | Erhaltenswertes Gebäude |    |
| Weitere Bilder | Gestelztes Doppelwohnstallhaus Hölderlinstraße 48                                      | Hildrizhausen, Hölderlinstraße 48 (Karte)                       | 1606                   | Geschützt nach § 2 DSchG |    |
| Weitere Bilder | Gestelztes Wohnstallhaus Hölderlinstraße 52                                            | Hildrizhausen, Hölderlinstraße 52 (Karte)                       | 1503                   | Geschützt nach § 2 DSchG |    |
|                | Einhaus Hundsrückenstraße 9                                                            | Hildrizhausen, Hundsrückenstraße 9 (Karte)                      | 18./19. Jahrhundert    | Erhaltenswertes Gebäude |    |
| Weitere Bilder | Wohnhaus, ehemaliges Gasthaus Lamm Hundsrückenstraße 14                                | Hildrizhausen, Hundsrückenstraße 14 (Karte)                     | ca. 1750               | Erhaltenswertes Gebäude |    |
| Weitere Bilder | Gestelztes Wohnhaus Kirchgasse 5                                                       | Hildrizhausen, Kirchgasse 5 (Karte)                             | 1920er Jahre           | Erhaltenswertes Gebäude |    |
| Weitere Bilder | Gestelztes Wohnstallhaus Kirchgasse 6                                                  | Hildrizhausen, Kirchgasse 6 (Karte)                             | 17. Jahrhundert        | Geschützt nach § 2 DSchG |    |
| Weitere Bilder | Schulhaus, ehem. Kaplaneihaus Kirchgasse 7                                             | Hildrizhausen, Kirchgasse 7 (Karte)                             | 1589                   | Geschützt nach § 28 DSchG |    |
| Weitere Bilder | Einhaus Rosnestraße 1                                                                  | Hildrizhausen, Rosnestraße 1 (Karte)                            | 17./18. Jahrhundert    | Erhaltenswertes Gebäude |    |
| Weitere Bilder | Wohn- und Stallhaus Talstraße 15                                                       | Hildrizhausen, Talstraße 15 (Karte)                             | 1923                   | Erhaltenswertes Gebäude |    |
| Weitere Bilder | Obere Mühle II, Ensemble aus Wohnhaus, Scheuer und ehemaligem Waschhaus                | Hildrizhausen, Brühlstraße 15 (Karte)                           | 1797                   | Erhaltenswertes Gebäude |    |
| Weitere Bilder | Stellenhäusle                                                                          | Hildrizhausen, Herrenberger Straße, Außerhalb des Ortes (Karte) |                        | Südwestlich außerhalb des Ortes in Solitärlage an einer Wegekreuzung am Waldrand gelegenes sog. Stellenhäusle Geschützt nach § 2 DSchG |    |